# Saint-Silvain-Bas-le-Roc
Saint-Silvain-Bas-le-Roc este o comună în departamentul Creuse din centrul Franței. În 2009 avea o populație de 495 de locuitori.

## Evoluția populației
| An        | 1975 | 1982 | 1990 | 1999 | 2006 | 2009 |
| --------- | ---- | ---- | ---- | ---- | ---- | ---- |
| Populație | 532  | 558  | 527  | 504  | 490  | 495  |